# Carl Jäger (Caïd Osman)
Carl Jäger (* 1. März 1811 in Ringelheim; † 1. Mai 1863 in der Schlacht bei Puebla (Mexiko)) war ein Fremdenlegionär, Schriftsteller und langjähriger Korrespondent von Hermann von Pückler-Muskau.
Er war der Sohn des Oberamtmanns Heinrich Jäger und dessen Frau Wilhelmine, geb. Jacobs und der jüngere Bruder von August Jäger. Carl Jäger studierte vermutlich wie er einige Zeit vor ihm zunächst in Halle und dann in Jena (Im Wintersemester 1831 Mitgliedschaft als Fuchs im Corps Franconia-Jena). Die weiteren Ausbildungsstationen sind unklar. Im Januar 1835 begegnete er als Fremdenlegionär auf der Überfahrt von Toulon nach Algier zufällig Hermann von Pückler-Muskau. Dieser erreichte die Suspendierung von Jägers Dienst in der Legion und engagierte ihn als Privatsekretär und Leibwächter für eine Reise durch  Algerien, Tunesien und Griechenland, die 1836 endete. Jäger wird in Pücklers Reisebericht Semilasso in Afrika öfter erwähnt und Pückler lässt seinen Sekretär in einem Kapitel über Eine ins politische gehende Hasenjagd, die mit einem Walzer auf der Straße endet ausführlich mit einer Anekdote über einen Konflikt zwischen der Studentenschaft von Halle mit der Obrigkeit zu Wort kommen. Unter dem falschen Namen Caïd Osman kehrte Jäger anschließend zur Fremdenlegion zurück, wo er bis zu seinem Tode blieb. In diesen Jahren stand er mit Hermann Pückler weiter in Verbindung und berichtete ihm von seinen Kämpfen in Algerien, Italien, auf der Krim, in China und schließlich aus Mexiko. Große Teile der Korrespondenz mit Pückler sind erhalten. Carl Jäger sorgte dafür, dass sein Bruder August für eine Weile auch Pücklers Sekretär und sein erster Biograph (Das Leben des Fürsten von Pückler-Muskau, Stuttgart 1843) wurde. 1861 wurde Carl Jäger französischer Staatsbürger und konnte so Offizier werden. Es handelte sich um eine in der ganzen Legion bekannte Persönlichkeit. Überliefert ist auch Korrespondenz zwischen Jäger und Heinrich Heine.
Jäger selbst schrieb zwei Bücher: In seinem ersten Werk Der Missionär: Historisch-romantische Skizzen aus Tunis und Malta kritisierte er scharf die geschäftliche Seite des englischen Missionarswesens im Orient. In seinen zwei Bände umfassenden Briefen und Bildern aus dem Großherzogthum Baden und dem Elsaß verfasste er einen auf Unterhaltsamkeit angelegten Reisebericht mit Geschichten über napoleontreue Veteranen, metternich’sche Bespitzelungen, Gasthäuser und kolportierte Anekdoten über Schiller, Iffland und Jean Paul. Jäger war kein Freund Preußens:
„Er log viel, er versicherte viel auf seine Ehre, ich hielt ihn daher für einen preußischen Gardeoffizier, und hatte mich nicht geirrt.“
2021 fand an der Universität Regensburg ein Gastvortrag über Pückler und Jäger statt.

## Veröffentlichungen
- Der Missionär: Historisch-romantische Skizzen aus Tunis und Malta, Leipzig, J. C. Hinrichs 1839 doi:10.3931/e-rara-88618
- Briefe und Bilder aus dem Großherzogthum Baden und dem Elsaß, (Zwei Bände), Fritzsche 1841, eingeschränkte Vorschau in der Google-Buchsuche